# Galeria Morena
Galeria Morena – centrum handlowe zlokalizowane w Gdańsku, w dzielnicy Piecki-Migowo (Morena). Otwarte w 2002 roku, jest jednym z największych obiektów handlowych w Trójmieście. W centrum znajdują się sklepy, lokale usługowe i gastronomiczne, a także różnego typu atrakcje rozrywkowe dla dzieci i dorosłych.

## Historia
Galeria Morena została otwarta w 2002 roku jako jedno z pierwszych nowoczesnych centrów handlowych w Gdańsku. W 2016 roku przeszła gruntowną modernizację. Rozbudowa spowodowała powiększenie galerii o nowe lokale, w których powstały m.in. kino i klub fitness.

## Oferta
W galerii znajduje się ponad 90 sklepów i punktów usługowych. Są to m.in.:
- Hipermarket Carrefour;
- Sieć sklepów odzieżowych: H&M, Reserved, Diverse;
- Elektronika: RTV EURO AGD;
- Rozrywka: kino CINEMA1;
- Gastronomia: szeroka oferta restauracji i kawiarni, w tym Costa Coffee, Pizza Hut, Subway;
- Sport: klub fitness Zdrofit;
- Dla dzieci: kryty plac zabaw z torem Ninja.

Parking Galeria Morena posiada obecnie ponad 1100 miejsc parkingowych.

## Lokalizacja i dojazd
Galeria Morena znajduje się przy ulicy Schuberta 102A. Jest dobrze skomunikowana z resztą miasta dzięki licznym liniom autobusowym i tramwajowym. W pobliżu znajdują się przystanki: 
- Autobusy: linie 162, 227, 262, 283;
- Tramwaje: linie 10, 12.